# Andrew Michael Ramsay
Sir Andrew Michael Ramsay (Ayr, 9. srpnja 1686. – Saint-Germain-en-Laye, 6. svibnja 1743.), poznat u Francuskoj kao Vitez Ramsay, bio je škotski pisac koji je veći dio svog života proveo u Francuskoj. Nosio je titulu baroneta u jakobitskom plemstvu.
Rođen je u Ayru u Škotskoj kao sin pekara. Godine 1710. posjetio je François Fénelona u Nizozemskoj, a pod njegovim utjecajem prihvatio kvietizam i preobratio se na katoličanstvo. Do 1724. godine živio je u Francuskoj, gdje je pisao političko-teološke rasprave. Jedno od njegovih djela bilo je posvećeno jakobitskom pretendentu na englesko i škotsko prijestolje, Jamesu Francisu Edwardu Stuartu. U siječnju 1724. Ramsay je poslan u Rim kao učitelj Stuartovih sinova, Charlesa Edwarda i Henrika, no njegova služba bila je kratkog vijeka. Bio je povezan s dvorskom frakcijom Johna Erskinea, vojvode od Mara, koji je te godine pao u nemilost. Do studenog 1724. Ramsay se vratio u Pariz. Godine 1730. boravio je u Engleskoj, gdje mu je Sveučilište u Oxfordu dodijelilo počasni doktorat. Službeni razlog bila je njegova povezanost s Fénelonom, no stvarni motiv bila je njegova veza s jakobitskim krugovima. Ramsay je preminuo u Saint-Germain-en-Layeu u Francuskoj.
Ramsay je bio kršćanski univerzalist, vjerujući da će svi ljudi na kraju biti spašeni. Njegova uvjerenja sažeta su u rečenici: "Svemoćna sila, mudrost i ljubav ne mogu biti vječno osujećene u svojim konačnim i apsolutnim namjerama; stoga će Bog na kraju oprostiti i vratiti u sreću sva posrnula bića."
Ramsay je bio slobodni zidar. Poznat je po svom govoru izrečenom u prosincu 1736. koji udaljava francusko slobodno zidarstvo od tradicionalne mitologije graditelja, kakvu su promicale Andersonove Konstitucije i englesko slobodno zidarstvo, te uvodi novu dimenziju povezanu s viteškim idealima i simbolima.